# Pallacanestro alla IV Universiade - Torneo maschile
Il torneo di pallacanestro maschile della IV Universiade si è svolto a Budapest, Ungheria, nel 1965.

## Classifica finale
| -       | Paese            | Formazione |
| ------- | ---------------- | --- |
| Oro     | Stati Uniti      | Austin · Bradley · Buntin · Cunningham · Ellis · Hetzel · Hudson · Jarvis · Johnson · Theard · D. Van Arsdale · T. Van Arsdale All.: John Kundla                                              |
| Argento | Unione Sovietica | Unione Sovietica universitariaI. Bykov, A. Glurdžidze, Ivanov, I. Medvedev, V. Muchin, V. Okipnjak, Paulauskas, Sak'andelidze, V. Sarpalius, Selichov, A. Shiereli, Tomson, All. Jurij Ozerov |
| Bronzo  | Ungheria         | Ungheria universitariaBanna, Hegedűs, Kangyal, Korányi, Lendvay, Nyitrai, Orbay, Pólik, Prieszol, Rácz, Ránky, Tvordy, All. -                                                                 |
| 4.      | Francia          | |
| 5.      | Cecoslovacchia   | |
| 6.      | Bulgaria         | |
| 7.      | Cuba             | |
| 8.      | Spagna           | |
| 9.      | Italia           | |
| 9.      | Romania          | |
| 11.     | Polonia          | |
| 11.     | Giappone         | |
| 13.     | Israele          | |
| 13.     | Belgio           | |
| 15.     | Turchia          | |
| 15.     | Tunisia          | |
| 17.     | Austria          | |
| 17.     | Germania Ovest   | |
| 17.     | Libano           | |
| 17.     | Paesi Bassi      | |